# منطقة مورينا
مورينا رمزها «MO» (بالإنجليزية: Morena)‏ ، هو تقسيم إداري لدولة الهند تتبع ولاية مدية برديش (بالإنجليزية: Madhya  Pradesh)‏ ، مركزها هو مدينة مورينا (بالإنجليزية: Morena)‏ عدد سكانها حسب تعداد سنة 2001 هو 1,587,264 ، مساحتها 4,991 كم² وكثافة السكان 318 لكل كم² .